# Banco Agrícola (Chile)
El Banco Agrícola fue una institución financiera chilena existente entre 1868 y 1893, cuando se fusionó con los bancos de Valparaíso y Nacional de Chile para crear el Banco de Chile.

## Historia
El Banco Agrícola fue fundado el 28 de septiembre de 1868, iniciando sus operaciones el 3 de diciembre del mismo año. Su sede se encontraba en la casa de Melchor de Concha y Toro, en la calle Bandera de Santiago, y el 33% de su primer directorio estaba conformado por miembros del Congreso Nacional de Chile.
Junto con las operaciones tradicionales de los bancos comerciales chilenos, el Banco Agrícola se encargó de recibir en depósito y consignación distintas mercaderías y productos agrícolas; para dichas operaciones el banco adquirió un fundo en el sector poniente de la Alameda, frente a la Estación Central de ferrocarriles, donde se construyeron bodegas del almacenaje. Hacia 1869 el banco era el tercero con la mayor participación de mercado en Chile, alcanzando el 13%.
El 21 de diciembre de 1878 el banco fue disuelto e inmediatamente reconstituido debido a diversas reformas a sus estatutos que permitieron adecuar al banco a la legislación vigente. El 22 de mayo de 1890 el Banco Agrícola adquirió los activos y pasivos del Banco Nacional Hipotecario, el cual había sido fundado en enero de 1884.
Hacia 1893 el consejo de administración del Banco Nacional de Chile estaba compuesto por Eliodoro Gormaz (presidente), Joaquín Subercaseaux (vicepresidente) y Ramón Bascuñán (gerente). El 28 de octubre de ese mismo año el banco se fusionó con los bancos de Valparaíso y Nacional de Chile para constituir el Banco de Chile, el cual inició sus operaciones el 2 de enero de 1894. A la vez, las secciones hipotecarias de los bancos constituyeron en la misma fecha el Banco Hipotecario de Chile.